# 68e cérémonie des Golden Globes
La 68e cérémonie des Golden Globes, organisée par la Hollywood Foreign Press Association, a eu lieu le 16 janvier 2011 et a récompensé les films et séries diffusés en 2010 et les professionnels s'étant distingués cette année-là. Présentée par Ricky Gervais, elle a été diffusée sur le réseau NBC.
Les nominations ont été annoncées le 14 décembre 2010.

## Palmarès
Les lauréats sont indiqués ci-dessous en premier de chaque catégorie et en caractères gras.

### Cinéma

#### Meilleur film dramatique
- The Social Network
  - Black Swan
  - Fighter (The Fighter)
  - Inception
  - Le Discours d'un roi (The King's Speech)

#### Meilleur film musical ou comédie
- Tout va bien, The Kids Are All Right (The Kids Are All Right)
  - Alice au pays des merveilles (Alice in Wonderland)
  - Burlesque
  - Red
  - The Tourist

#### Meilleur réalisateur
- David Fincher pour The Social Network
  - Darren Aronofsky pour Black Swan
  - Tom Hooper pour Le Discours d'un roi (The King's Speech)
  - Christopher Nolan pour Inception
  - David O. Russell pour Fighter (The Fighter)

#### Meilleur acteur dans un film dramatique
- Colin Firth pour le rôle du roi George VI dans Le Discours d'un roi (The King's Speech)
  - Jesse Eisenberg pour le rôle de Mark Zuckerberg dans The Social Network
  - James Franco pour le rôle d'Aron Ralston dans 127 heures (127 Hours)
  - Ryan Gosling pour le rôle de Dean dans Blue Valentine
  - Mark Wahlberg pour le rôle de Micky Ward dans Fighter (The Fighter)

#### Meilleure actrice dans un film dramatique
- Natalie Portman pour le rôle de Nina dans Black Swan
  - Halle Berry pour le rôle de Frankie et Alice dans Frankie et Alice (Frankie & Alice)
  - Nicole Kidman pour le rôle de Becca Corbett dans Rabbit Hole
  - Jennifer Lawrence pour le rôle de Ree Dolly dans Winter's Bone
  - Michelle Williams pour le rôle de Cindy dans Blue Valentine

#### Meilleur acteur dans un film musical ou une comédie
- Paul Giamatti pour le rôle de Barney Panofsky dans Barney's Version
  - Johnny Depp pour le rôle du Chapelier fou dans Alice au pays des merveilles (Alice in Wonderland)
  - Johnny Depp pour le rôle de Frank Taylor dans The Tourist
  - Jake Gyllenhaal pour le rôle de Jamie Randall dans Love, et autres drogues (Love and Other Drugs)
  - Kevin Spacey pour le rôle de Jack Abramoff  dans Casino Jack

#### Meilleure actrice dans un film musical ou une comédie
- Annette Bening pour le rôle de Nic dans Tout va bien, The Kids Are All Right (The Kids Are All Right)
  - Anne Hathaway pour le rôle de Maggie Murdock dans Love, et autres drogues (Love and Other Drugs)
  - Angelina Jolie pour le rôle de Cara Mason dans The Tourist
  - Julianne Moore pour le rôle de Jules dans Tout va bien, The Kids Are All Right (The Kids Are All Right)
  - Emma Stone pour le rôle d'Olive Penderghast dans Easy A

#### Meilleur acteur dans un second rôle
- Christian Bale pour le rôle de Dickie Eklund dans Fighter (The Fighter)
  - Michael Douglas pour le rôle de Gordon Gekko dans Wall Street : L'argent ne dort jamais (Wall Street: Money Never Sleeps)
  - Andrew Garfield pour le rôle d'Eduardo Saverin dans The Social Network
  - Jeremy Renner pour le rôle de James Coughlin dans The Town
  - Geoffrey Rush pour le rôle de Lionel Logue dans Le Discours d'un roi (The King's Speech)

#### Meilleure actrice dans un second rôle
- Melissa Leo pour le rôle d'Alice dans Fighter (The Fighter)
  - Amy Adams pour le rôle de Charlene Fleming dans Fighter (The Fighter)
  - Helena Bonham Carter pour le rôle de Elizabeth Bowes-Lyon dans Le Discours d'un roi (The King's Speech)
  - Mila Kunis pour le rôle de Lilly dans Black Swan
  - Jacki Weaver pour le rôle de Janine "Smurf" Cody dans Animal Kingdom

#### Meilleur scénario
- The Social Network - Aaron Sorkin
  - 127 heures (127 Hours) - Simon Beaufoy et Danny Boyle
  - Le Discours d'un roi (The King's Speech) - David Seidler
  - Inception - Christopher Nolan
  - Tout va bien, The Kids Are All Right (The Kids Are All Right) - Stuart Blumberg et Lisa Cholodenko

#### Meilleure chanson originale
- Burlesque – Cher pour la chanson "You Haven't Seen the Last of Me"
  - Burlesque – Christina Aguilera et Sia Furler pour la chanson "Bound To You"
  - Country Strong – Bob DiPiero, Tom Douglas, Hillary Lindsey et Troy Verges pour la chanson "Coming Home"
  - Le Monde de Narnia : L'Odyssée du Passeur d'Aurore (Chronicles Of Narnia: The Voyage Of The Dawn Treader) – David Hodges, Hillary Lindsey et Carrie Underwood pour la chanson "There's A Place For Us"
  - Raiponce (Tangled) – Glenn Slater pour la chanson "I See The Light"

#### Meilleure musique de film
- The Social Network - Trent Reznor et Atticus Ross
  - 127 heures (127 Hours) - A. R. Rahman
  - Alice au pays des merveilles (Alice in Wonderland) - Danny Elfman
  - Le Discours d'un roi (The King's Speech) - Alexandre Desplat
  - Inception - Hans Zimmer

#### Meilleur film étranger
- Revenge (Hævnen) •  Danemark
  - Amore (Io sono l'Amore) •  Italie
  - Biutiful •  Mexique/ Espagne
  - Le Concert •  France
  - L'Affrontement (Край) •  Russie

#### Meilleur film d'animation
- Toy Story 3
  - Moi, moche et méchant (Despicable Me)
  - Dragons (How To Train Your Dragon)
  - L'Illusionniste (The Illusionist)
  - Raiponce (Tangled)

### Télévision
Note : le symbole « ♕ » rappelle le gagnant de l'année précédente (si nomination).

#### Meilleure série dramatique
- Boardwalk Empire
  - Dexter
  - The Good Wife
  - Mad Men ♕
  - The Walking Dead

#### Meilleure série musicale ou comique
- Glee ♕
  - 30 Rock
  - The Big Bang Theory
  - The Big C
  - Modern Family
  - Nurse Jackie

#### Meilleure mini-série ou meilleur téléfilm
- Carlos
  - The Pacific
  - Les Piliers de la terre (The Pillars of the Earth)
  - Temple Grandin
  - La Vérité sur Jack (You Don't Know Jack)

#### Meilleur acteur dans une série dramatique
- Steve Buscemi pour le rôle d'Enoch « Nucky » Thompson  dans Boardwalk Empire
  - Bryan Cranston pour le rôle de Walter White dans Breaking Bad
  - Michael C. Hall pour le rôle de Dexter Morgan dans Dexter ♕
  - Jon Hamm pour le rôle de Don Draper dans Mad Men
  - Hugh Laurie pour le rôle du Dr Gregory House dans Dr House (House)

#### Meilleure actrice dans une série dramatique
- Katey Sagal pour le rôle de Gemma Teller-Morrow dans Sons of Anarchy
  - Julianna Margulies pour le rôle d'Alicia Florrick dans The Good Wife ♕
  - Elisabeth Moss pour le rôle de Peggy Olson dans Mad Men
  - Piper Perabo pour le rôle d'Annie Walker dans Covert Affairs
  - Kyra Sedgwick pour le rôle de Brenda Leigh Johnson dans The Closer : L.A. enquêtes prioritaires (The Closer)

#### Meilleur acteur dans une série musicale ou comique
- Jim Parsons pour le rôle de Sheldon Cooper dans The Big Bang Theory
  - Alec Baldwin pour le rôle de Jack Donaghy dans 30 Rock ♕
  - Steve Carell pour le rôle de Michael Scott dans The Office
  - Thomas Jane pour le rôle de Ray Drecker dans Hung
  - Matthew Morrison pour le rôle de Will Schuester dans Glee

#### Meilleure actrice dans une série musicale ou comique
- Laura Linney pour le rôle de Cathy Jamison dans The Big C
  - Toni Collette pour le rôle de Tara Gregson dans United States of Tara ♕
  - Edie Falco pour le rôle de Jackie Peyton dans Nurse Jackie
  - Tina Fey pour le rôle de Liz Lemon dans 30 Rock
  - Lea Michele pour le rôle de Rachel Berry dans Glee

#### Meilleur acteur dans une mini-série ou un téléfilm
- Al Pacino pour le rôle de Jack Kevorkian dans La Vérité sur Jack (You Don't Know Jack)
  - Idris Elba pour le rôle de John Luther dans Luther
  - Ian McShane pour le rôle de Waleran Bigod dans Les Piliers de la terre (The Pillars of the Earth)
  - Dennis Quaid pour le rôle de Bill Clinton dans The Special Relationship
  - Edgar Ramirez pour le rôle d'Ilich Ramírez Sánchez dans Carlos

#### Meilleure actrice dans une mini-série ou un téléfilm
- Claire Danes pour le rôle de Temple Grandin dans Temple Grandin
  - Hayley Atwell pour le rôle d'Aliena dans Les Piliers de la terre (The Pillars of the Earth)
  - Judi Dench pour le rôle de Matilda 'Matty' Jenkyns dans Return to Cranford
  - Romola Garai pour le rôle d'Emma Woodhouse dans Emma
  - Jennifer Love Hewitt pour le rôle de Samantha Horton dans The Client List

#### Meilleur acteur dans un second rôle dans une série, une mini-série ou un téléfilm
- Chris Colfer pour le rôle de Kurt Hummel dans Glee
  - Scott Caan pour le rôle de Sam Axe dans Hawaii 5-0
  - Chris Noth pour le rôle de Peter Florrick dans The Good Wife
  - Eric Stonestreet pour le rôle de Cameron Tucker dans Modern Family
  - David Strathairn pour le rôle du Pr Carlock dans Temple Grandin

#### Meilleure actrice dans un second rôle dans une série, une mini-série ou un téléfilm
- Jane Lynch pour le rôle de Sue Sylvester dans Glee
  - Hope Davis pour le rôle de Hillary Clinton dans The Special Relationship
  - Kelly MacDonald pour le rôle de Margaret Schroeder dans Boardwalk Empire
  - Julia Stiles pour le rôle de Lumen Ann Pierce dans Dexter
  - Sofia Vergara pour le rôle de Gloria Delgado-Pritchett dans Modern Family

### Spéciales

#### Cecil B. DeMille Award
- Robert De Niro

#### Miss Golden Globe
- Gia Mantegna

## Présentateurs
Les personnalités suivantes ont remis des prix lors de la cérémonie :
- Kevin Bacon et Milla Jovovich
- Alec Baldwin et Jennifer Lopez
- Annette Bening
- Halle Berry
- Justin Bieber et Hailee Steinfeld
- Matthew Bomer et Kaley Cuoco
- Julie Bowen et LL Cool J
- Jeff Bridges
- Sandra Bullock
- Steve Carell et Tina Fey
- Matt Damon pour remettre le Cecil B. DeMille Award à Robert De Niro
- Robert Downey Jr.
- Zac Efron pour introduire The Kids Are All Right
- Chris Evans et Chris Hemsworth
- Jimmy Fallon et January Jones
- Jane Fonda pour introduire Burlesque
- Megan Fox pour introduire The Tourist
- Andrew Garfield pour introduire The Social Network
- Joseph Gordon-Levitt pour introduire Inception
- Tom Hanks et Tim Allen
- Garrett Hedlund et Leighton Meester
- Jeremy Irons
- Scarlett Johansson
- Alicia Keys pour introduire Black Swan
- Eva Longoria pour introduire le Président de HFPA Philip Burke
- Helen Mirren pour introduire The King's Speech
- Julianne Moore et Kevin Spacey
- Robert Pattinson et Olivia Wilde
- Michelle Pfeiffer pour introduire Alice in Wonderland
- Geoffrey Rush et Tilda Swinton
- Sylvester Stallone pour introduire The Fighter
- Blair Underwood et Vanessa Williams
- Bruce Willis pour introduire Red
- Michael Douglas en tant qu'invité spécial pour annoncer le meilleur film récompensé

## Récompenses et nominations multiples

### Nominations multiples

#### Cinéma
7 : Le Discours d'un roi
6 : The Fighter, The Social Network
4 : Black Swan, Inception, Tout va bien, The Kids Are All Right
3 : 127 heures, Alice au pays des merveilles, The Tourist
2 : Blue Valentine, Burlesque, Love, et autres drogues, Raiponce

#### Télévision
5 : Glee
3 : 30 Rock, Boardwalk Empire, Dexter, The Good Wife, Les Piliers de la terre, Mad Men, Modern Family, Temple Grandin, The Big Bang Theory
2 : The Big C, Carlos, Nurse Jackie, The Special Relationship, La Vérité sur Jack (You Don't Know Jack)

#### Personnalités
2 : Christopher Nolan, Johnny Depp

### Récompenses multiples
Légende : Nombre de récompenses/Nombre de nominations

#### Cinéma
4 / 6 : The Social Network
2 / 6 : The Fighter
2 / 4 : Tout va bien, The Kids Are All Right

#### Télévision
3 / 5 : Glee
2 / 3 : Boardwalk Empire

#### Personnalité
Aucune

### Les grands perdants

#### Cinéma
1 / 7 : Le Discours d'un roi
0 / 4 : Inception

#### Télévision
Aucune